# 창문 손잡이

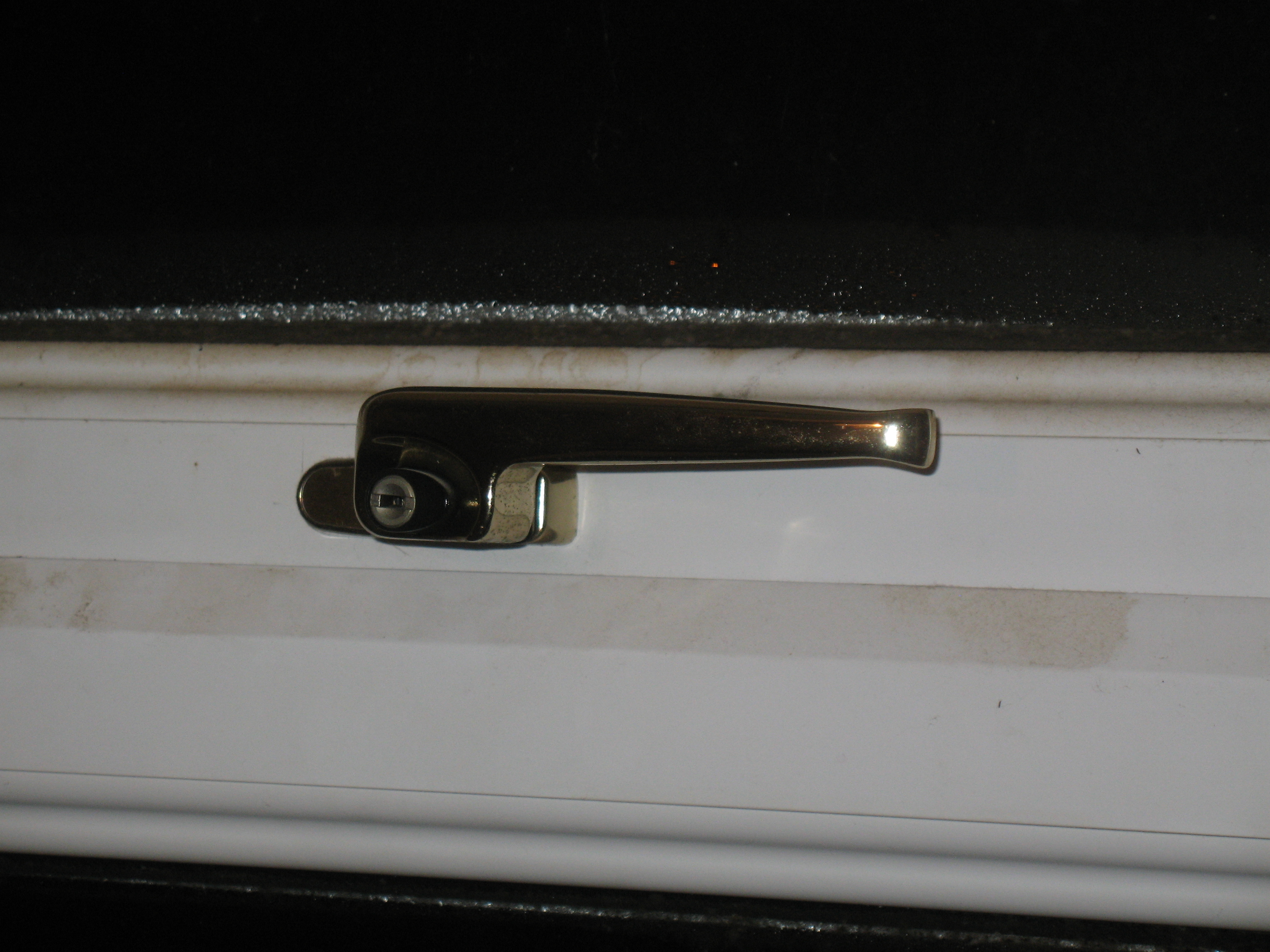
전형적인 현대식 잠글 수 있는 창문 손잡이(구멍 없음)

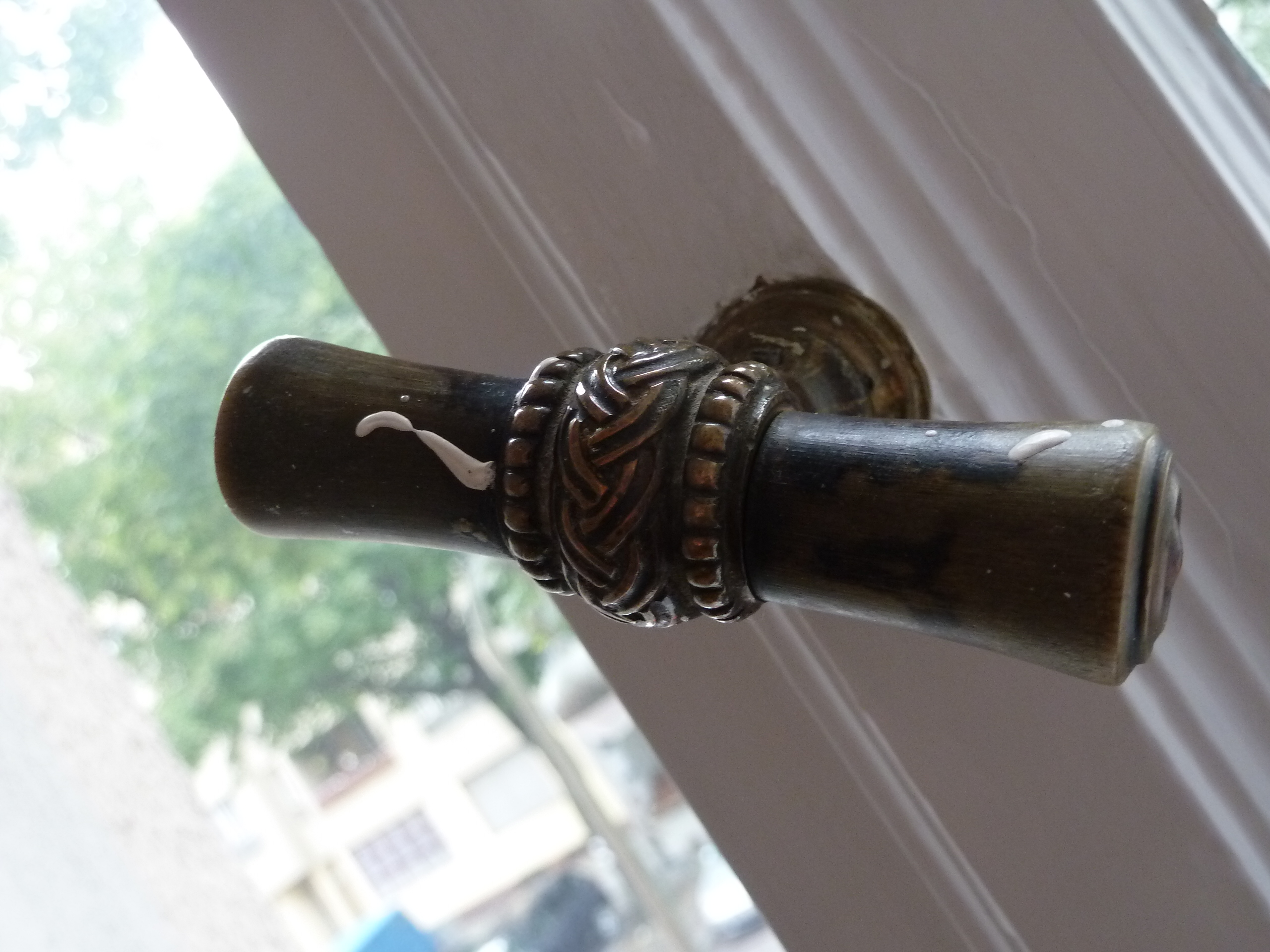
베를린의 창문 손잡이

창문 손잡이는 경첩의 회전을 도와 창을 열고 닫는 데 도움이 되도록 창에 부착하는 짧은 길이의 재료이다. 그것은 종종 외부 공기가 실내로 순환할 수 있도록 장치의 작업자가 선호하는 거리에서 창을 스파이크에 제자리에 고정할 수 있는 구멍을 포함하고 있어 작업자가 해당 위치에서 핸들을 영구적으로 잡고 있어야 할 필요성을 제거한다. 이 혜택을 누리기 위해서는 거리를 두어야 한다.

## 창문 손잡이의 종류[1]
- 베네치안 창 핸들 – 일반적으로 두 개의 볼트로 고정된다. 또한 프레임에서 낮은 프로젝션이 있다.
- Espag 창 핸들 – 뒤쪽에 창 프레임에 부착되어 창 메커니즘을 구동하는 정신적 스핀들이 있다. 스핀들은 견고하고 안전한 고정물을 허용하기 위해 항상 제 위치에 고정된다.
- Cockspur 창 핸들 – 일반적으로 창 개구부에 직접 설치되는 3개 또는 4개의 나사로 고정된다.
- 틸트 앤 턴 핸들 – 디자인이 내부에서 쉽게 청소할 수 있도록 설계되어 고층 아파트에서 일반적으로 사용된다.
- 원숭이 꼬리 창 손잡이 – 원숭이 꼬리 모양으로 길고 아래쪽이 곡선이다.
- 블레이드 핸들이라고도 하는 스페이드 핸들 은 일반적으로 창의 디자인과 재질에 따라 알루미늄 또는 UPVC 로 만들어진다. 이 핸들은 또한 두 개의 페그 잠금 장치를 사용한다.

## 중요성
1. 편의성: 창문 손잡이는 창문을 쉽게 열고 닫을 수 있도록 도와준다. 손잡이를 돌리거나 움직이는 동작만으로도 창문을 조작할 수 있어서 편리하다. 또한, 손잡이는 손으로 쥐기 편하게 디자인되어 있어 사용자들이 간편하게 창문을 조작할 수 있다.
2. 안전성: 창문 손잡이는 창문의 안전한 사용을 보장한다. 일부 창문 손잡이는 회전 가능하도록 설계되어 있어 창문을 특정 각도로 고정할 수 있다. 이로 인해 창문이 갑작스럽게 닫히거나 열리지 않도록 방지하여 안전성을 높인다. 또한, 일부 손잡이에는 잠금 장치가 내장되어 있어 외부로부터의 무단 침입을 방지할 수 있다.
3. 에너지 효율성: 창문 손잡이는 창문의 개폐를 통제함으로써 에너지 효율성을 향상시킨다. 창문을 닫아두면 실내와 외부 간의 열 전달을 줄일 수 있으며, 겨울에는 난방 비용을 줄이고 여름에는 냉방 비용을 절감하는 데 도움이 된다.
4. 환기 및 통풍: 창문 손잡이를 사용하여 창문을 조절하면 실내 환기와 공기 통풍을 개선할 수 있다. 적절한 창문 개폐로 신선한 공기를 실내로 흡입하거나 불쾌한 냄새와 습기를 외부로 배출할 수 있다. 이는 실내 환경을 개선하고 건강과 편안함을 유지하는 데 도움이 된다.

이러한 이유로 창문 손잡이는 창문 사용의 편의성, 안전성, 에너지 효율성 및 환기와 통풍 기능을 향상시켜주는 중요한 요소이다.